# Trialètia
Trialètia (georgià: თრიალეთი, Triàleti) o Trialet fou una regió de Geòrgia, al sud-oest de Tbilisi i nord-est del Samtskhé. Correspon a l'actual municipi de Tsalka.